# هانری استامبولی
هانری استامبولی (انگلیسی: Henri Stambouli؛ زادهٔ ۵ اوت ۱۹۶۱) بازیکن فوتبال اهل فرانسه است.
از باشگاه‌هایی که در آن بازی کرده‌است می‌توان به باشگاه فوتبال المپیک مارسی و آ.اس موناکو اشاره کرد.